# Schloss Pilsach

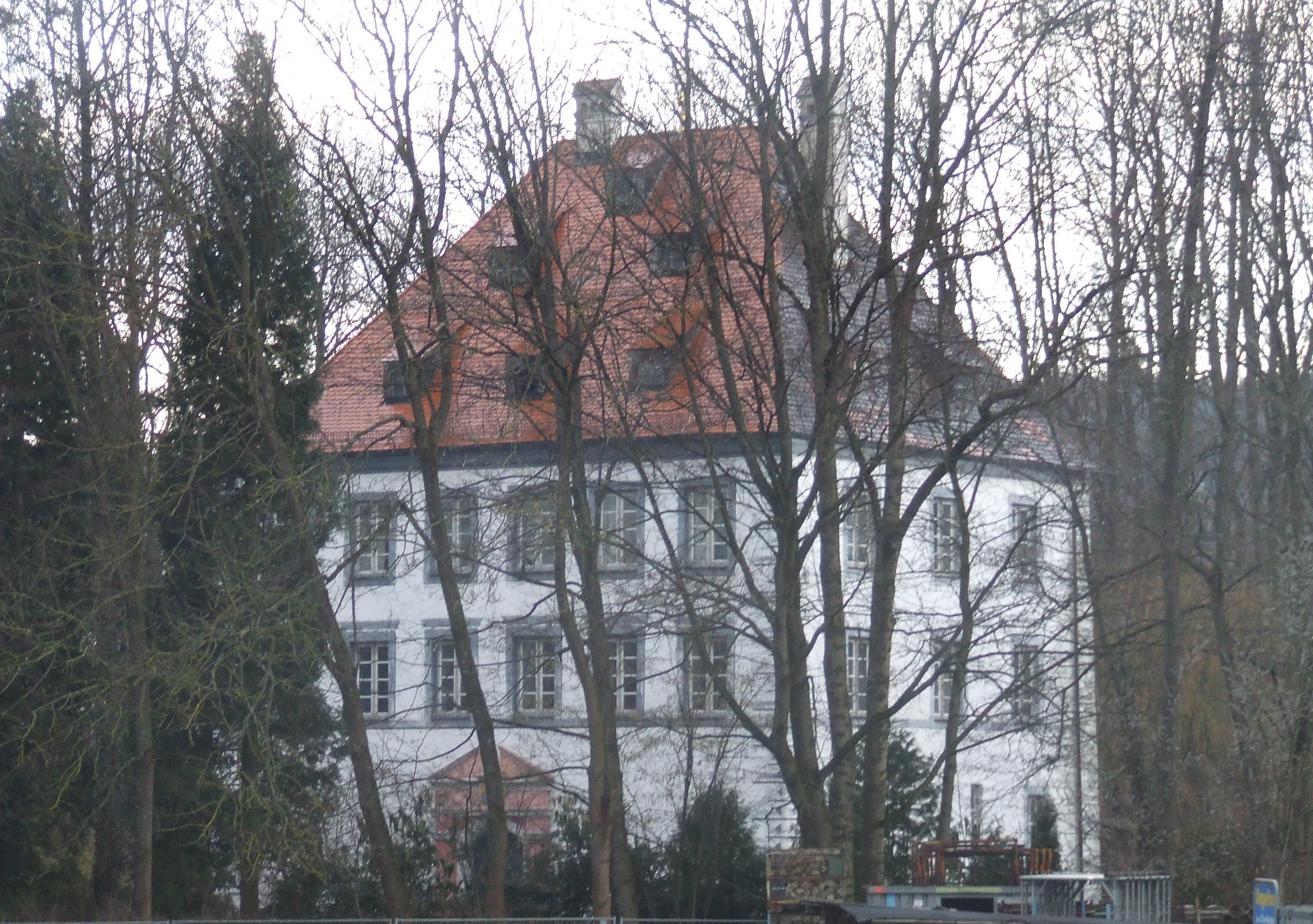
Schloss Pilsach von Osten

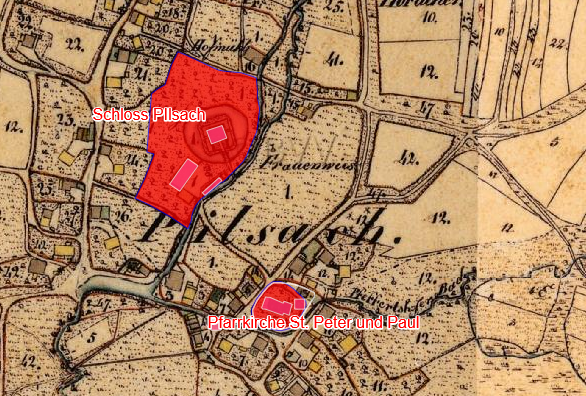
Lageplan von Schloss Pilsach auf dem Urkataster von Bayern

Das Schloss Pilsach ist ein Wasserschloss in der gleichnamigen Gemeinde Pilsach, nördlich von Neumarkt in der Oberpfalz.
Es befindet sich auf einer kleinen Insel in einem Weiher, der von der Pilsach gespeist wird, einem Bach, der Schloss und Ort den Namen gab. Es ist unter der Aktennummer D-3-73-153-3 als Baudenkmal verzeichnet. „Archäologische Befunde des Mittelalters und der frühen Neuzeit im Bereich des ehemaligen Hofmarkschlosses in Pilsach, darunter die Spuren von Vorgängerbauten bzw. älteren Bauphasen“ werden zudem als Bodendenkmal unter der Aktennummer D-3-6635-0010 geführt.

## Geschichte
Bei dem Schloss wird es sich vermutlich ursprünglich um ein mittelalterliches Weiherhaus gehandelt haben, das über einen Wohnturm später zu einem kastenförmigen Gebäude mit Walmdach ausgebaut wurde.
Bereits seit dem Beginn des 12. Jahrhunderts gab es in Pilsach einen Herrensitz, der unter der Herrschaft der Freien von Wolfenstein stand. Diese Burg stand auf dem Gipfel des unmittelbar westlich von Pilsach aufsteigenden Ottenberges. Von dieser heute nur noch als Burgstall erhaltenen Anlage sind nur quadratische Wallreste vorhanden.
Besitzer des sogenannten „Unteren Schlosses“ waren vom 14. Jahrhundert bis ins 17. Jahrhundert die Senfft von Pilsach. 1632 wurde das Schloss von den Truppen Gustav Adolfs niedergebrannt, aber gleich wieder aufgebaut. 1808 erbte Margarete du Prel das Wasserschloss und brachte es in die Ehe mit dem Freiherrn Karl Ernst von Grießenbeck, ein Offizier in königlich bayerischen Diensten. Bis 1863 blieb es im Besitz der Familie, dann wechselte das Schloss ständig den Besitzer.
1919 kaufte das Ehepaar Höffner das Wasserschloss und richtete eine Fohlenzucht ein. Klara Höffner war Schriftstellerin und nannte sich Klara Hofer. Bei Umbauarbeiten im Jahr 1924 wurde ein Raum in einem Zwischengeschoss entdeckt, der von ihr als ein geheimes Verlies interpretiert wurde. Hofer veröffentlichte ihre Entdeckung in einer Zeitung und verknüpfte sie mit der Vermutung, dass Kaspar Hauser in diesem Raum seine tradierte Kindheit ohne menschliche Kontakte verbracht haben könnte. Sie thematisierte den Kaspar-Hauser-Mythos 1924 mit dem Buch Das Schicksal einer Seele. Die Geschichte von Kaspar Hauser unter Berücksichtigung der neuesten Feststellung. Fritz Klee, ein Nürnberger Amateurforscher, besichtigte daraufhin das „Verlies“, beschrieb es und verglich es mit den Angaben Kaspar Hausers über seinen Kerker. Einen historischen Beweis, dass Kaspar Hauser in Pilsach festgehalten wurde, gibt es jedoch nicht. Die heutigen Besitzer des Schlosses präsentierten nach dem Umbau einer Treppe im Jahre 1982 ein hölzernes, weißes Holzpferdchen, das nach einer angeblichen dendrochronologischen Untersuchung ungefähr von 1820 stammen soll. Demgegenüber betont der auch in der wissenschaftlichen Hauserforschung publizierende Historiker und Archivdirektor Reinhard Heydenreuter in dem Beitrag des Journalisten Ulrich Rach („Kaspar Hauser war wahrscheinlich nie in Pilsach gefangen. Legende ist am Ende. Alte Dokumente im Staatsarchiv sprechen gegen gängige Thesen“) in den  Nürnberger Nachrichten vom 7. Dezember 1996, dass zwar ein Holzpferd existiere, das mit Kaspar Hauser in Verbindung gebracht wird, „aber die Besitzer halten es unter Verschluss und lassen es nicht auf sein Alter hin untersuchen.“
Das Schloss beherbergt heute eine Galerie mit Schwerpunkt auf Glaskunst.